# Gniewno
Gniewno – osada w Polsce położona w województwie pomorskim, w powiecie człuchowskim, w gminie Debrzno.
W latach 1975–1998 miejscowość administracyjnie należała do województwa słupskiego.
W miejscowości działało Państwowe Gospodarstwo Rolne Gniewno.
Inne miejscowości o z prefiksem Gniew: Gniewowo, Gniew, Gniewkowo, Gniewinko, Gniewino.